# Рахулахле
Рахулахле — отдельные дворы села Кенхи Шаройского района Чеченской Республики.

## География
Расположено на левом берегу реки Шароаргун и на правом берегу реки Чадыри.
Ближайшие сёла: на севере — Кири, на северо-востоке — Гайдхе, на северо-западе — Кататлы и Химой, на юго-востоке — Школхе, на юго-западе — Чайаул.

## История
Село возникло во время депортации чеченцев 1944—1957 гг. переселенцами из Цумадинского района ДАССР.
Судя по доступным источникам, ранее хутор населяли дагестанцы, говорившие на чамалинском языке, опустел он видимо, недавно, поскольку на 2000 год ещё числился среди населённых пунктов района, а на 23 декабря 2011 года записан в реестре АГКГН.